# Mycaranthes vanoverberghii
Mycaranthes vanoverberghii là một loài thực vật có hoa trong họ Lan. Loài này được (Ames) Cootes, D.P.Banks & W.Suarez mô tả khoa học đầu tiên năm 2008.